# Mistrzostwa Świata w Biathlonie 2020 – sztafeta mężczyzn
Sztafeta mężczyzn na Mistrzostwach Świata w Biathlonie 2020 odbyła się 22 lutego w Rasen-Antholz. Była to dziesiąta konkurencja podczas tych mistrzostw. Wystartowało w niej 27 reprezentacji, z których 10 nie ukończyło zawodów. Mistrzami świata zostali Francuzi, srebro zdobyli Norwegowie, a trzecie miejsce zajęli Niemcy.
Polacy zajęli szesnaste miejsce.

## Wyniki
| Miejsce | Nr | Reprezentacja                                                                            | Czas                                      | Kary (L+S)                               | Strata  |
| ------- | -- | ---------------------------------------------------------------------------------------- | ----------------------------------------- | ---------------------------------------- | ------- |
| 01 !    | 2  | Francja · Émilien Jacquelin · Martin Fourcade · Simon Desthieux · Quentin Fillon Maillet | 1:12:35,9 18:05,5 17:52,6 18:15,2 18:22,6 | 0+0 0+4 0+0 0+1 0+0 0+0 0+0 0+1 0+0 0+2  | -       |
| 02 !    | 1  | Norwegia · Vetle Sjåstad Christiansen · Johannes Dale · Tarjei Bø · Johannes Thingnes Bø | 1:12:57,4 18:43,8 18:18,1 18:06,6 17:48,9 | 0+3 1+9 0+0 1+3 0+0 0+3 0+1 0+2 0+2 0+1  | +21,5   |
| 03 !    | 3  | Niemcy · Erik Lesser · Philipp Horn · Arnd Peiffer · Benedikt Doll                       | 1:13:12,1 18:04,9 17:52,6 18:03,2 19:11,4 | 0+3 1+5 0+0 0+0 0+0 0+1 0+3 1+3          | +36,2   |
| 4       | 4  | Rosja · Jewgienij Garaniczew · Matwiej Jelisiejew · Nikita Porszniew · Aleksandr Łoginow | 1:14:20,6 19:01,0 18:03,9 19:01,1 18:14,6 | 0+5 0+4 0+1 0+2 0+2 0+0 0+0 0+2          | +1:44,7 |
| 5       | 5  | Słowenia · Miha Dovžan · Jakov Fak · Klemen Bauer · Rok Tršan                            | 1:14:21,7 18:54,0 18:08,7 18:19,6 18:59,4 | 0+5 0+3 0+2 0+0 0+2 0+1 0+1 0+2 0+0 0+0  | +1:45,8 |
| 6       | 7  | Austria · Felix Leitner · Simon Eder · Julian Eberhard · Dominik Landertinger            | 1:15:04,4 18:42,8 18:19,6 19:12,3 18:49,7 | 0+4 2+8 0+1 0+3 0+1 0+1 0+2 2+3 0+0 0+1  | +2:28,5 |
| 7       | 11 | Włochy · Lukas Hofer · Thomas Bormolini · Daniele Cappellari · Dominik Windisch          | 1:15:07,9 18:23,7 18:42,7 19:32,6 18:28,9 | 0+4 0+5 0+1 0+3 0+0 0+1 0+2 0+0 0+1 0+1  | +2:32,0 |
| 8       | 14 | Stany Zjednoczone · Leif Nordgren · Sean Doherty · Paul Schommer · Jake Brown            | 1:15:08,8 18:44,8 18:30,6 19:14,6 18:38,8 | 0+1 0+4 0+0 0+0 0+0 0+2 0+1 0+0 0+0 0+2  | +2:32,9 |
| 9       | 6  | Białoruś · Anton Smolski · Mikita Łabastau · Raman Jalotnau · Siergiej Boczarnikow       | 1:15:16,3 18:52,1 18:33,9 18:48,3 19:02,0 | 0+4 0+2 0+2 0+0 0+0 0+1                  | +2:40,4 |
| 10      | 8  | Szwecja · Peppe Femling · Jesper Nelin · Martin Ponsiluoma · Sebastian Samuelsson        | 1:16:04,8 19:57,2 18:39,6 18:24,5 19:03,5 | 2+6 0+4 2+3 0+1 0+1 0+2 0+1 0+0 0+1 0+1  | +3:28,9 |
| 11      | 18 | Bułgaria · Dimityr Gerdżikow · Krasimir Anew · Anton Sinapow · Władimir Iliew            | 1:16:23,1 18:45,7 18:18,9 19:28,7 19:49,8 | 0+1 3+7 0+0 0+0 0+0 0+1 0+0 1+3 0+1 2+3  | +3:47,2 |
| 12      | 9  | Ukraina · Artem Pryma · Serhij Semenow · Rusłan Tkałenko · Dmytro Pidruczny              | 1:16:28,4 18:24,1 19:20,0 19:52,7 18:51,6 | 0+6 2+8 0+1 0+0 0+2 1+3 0+1 1+3 0+2 0+2  | +3:52,5 |
| 13      | 10 | Czechy · Michal Šlesingr · Ondřej Moravec · Jakub Štvrtecký · Michal Krčmář              | 1:16:30,7 18:46,3 18:51,1 19:46,3 19:07,0 | 0+4 0+10 0+0 0+1 0+1 0+3 0+2 0+3 0+1 0+3 | +3:54,8 |
| 14      | 12 | Kanada · Jules Burnotte · Scott Gow · Adam Runnalls · Christian Gow                      | 1:16:38,8 18:59,5 18:26,8 20:29,5 18:43,0 | 0+5 2+4 0+2 0+0 0+1 0+0 0+1 2+3 0+1 0+1  | +4:02,9 |
| 15      | 13 | Szwajcaria · Mario Dolder · Serafin Wiestner · Jeremy Finello · Joscha Burkhalter        | 1:17:11,4 19:47,7 19:17,7 18:50,0 19:16,0 | 1+6 1+4 1+3 0+1 0+1 1+3 0+1 0+0          | +4:35,5 |
| 16      | 16 | Polska · Andrzej Nędza-Kubiniec · Grzegorz Guzik · Łukasz Szczurek · Marcin Szwajnos     | 1:17:32,6 19:00,2 19:25,3 19:44,0 19:23,1 | 0+6 0+5 0+1 0+2 0+2 0+2 0+1 0+1 0+2 0+0  | +4:56,7 |
| 17      | 21 | Słowacja · Martin Otčenáš · Šimon Bartko · Michal Šíma · Tomáš Hasilla                   | 1:17:43,9 19:11,3 19:39,1 19:18,1 19:35,4 | 0+2 2+8 0+0 0+1 0+0 2+3 0+1 0+1 0+1 0+3  | +5:08,0 |
| 18      | 20 | Chiny · Cheng Fangming · Yan Xingyuan · Tang Jinle · Li Xuezhi                           | LAP 19:29,1 19:11,2 19:55,3               | 0+2 1+8 0+0 1+3 0+0 0+2 0+1 0+1 0+1 0+2  | -       |
| 19      | 26 | Belgia · Florent Claude · Thierry Langer · Tom Lahaye-Goffart · Pjotr Dielen             | LAP 19:49,4 18:57,0 20:01,2               | 1+6 0+7 1+3 0+1 0+0 0+2 0+1 0+1 0+2 0+3  | -       |
| 20      | 27 | Japonia · Mikito Tachizaki · Kosuke Ozaki · Shohei Kodama · Kazuki Baisho                | LAP 19:41,8 19:23,0                       | 0+2 0+4 0+1 0+1 0+0 0+1 0+1 0+2          | -       |
| 21      | 17 | Estonia · Rene Zahkna · Kalev Ermits · Kristo Siimer · Raido Ränkel                      | LAP 19:31,8 19:50,1                       | 1+7 1+4 1+3 0+1 0+1 1+3 0+3 0+0          | -       |
| 22      | 24 | Łotwa · Edgars Mise · Andrejs Rastorgujevs · Roberts Slotiņš · Aleksandrs Patrijuks      | LAP 20:41,2 19:02,8                       | 0+4 1+9 0+3 1+3 0+0 0+3 0+1 0+3          | -       |
| 23      | 22 | Rumunia · George Buta · Cornel Puchianu · George Colțea · Denis Șerban                   | LAP 19:19,1 19:49,6                       | 1+5 0+4 0+0 0+0 0+2 0+3 1+3 0+1          | -       |
| 24      | 19 | Litwa · Karol Dombrovski · Vytautas Strolia · Linas Banys · Tomas Kaukėnas               | LAP 20:09,7 19:18,8                       | 0+6 0+5 0+0 0+2 0+3 0+1 0+3 0+2          | -       |
| 25      | 23 | Kazachstan · Władisław Kiriejew · Aleksandr Muchin · Danił Bielecki · Siergiej Sirik     | LAP 19:50,2 19:37,7                       | 0+5 2+4 0+2 0+0 0+2 0+1 0+1 2+3          | -       |
| 26      | 15 | Finlandia · Jaakko Ranta · Olli Hiidensalo · Tero Seppälä · Tuukka Invenius              | LAP 20:58,8 19:06,8                       | 4+8 0+5 2+3 0+2 0+2 0+1 2+3 0+2          | -       |
| 27      | 25 | Korea Południowa · Timofiej Łapszyn · Choi Du-jin · Lee Su-young · Kim Sang-rea          | LAP 19:23,1 21:36,3                       | 1+5 0+2 0+2 0+2 1+3 0+0 0+0              | -       |